# Groenkloof
Groenkloof is een voorstad van Pretoria, gelegen in de regio Gauteng in Zuid-Afrika. Het is een zeer populaire stad om te wonen vanwege het schitterende uitzicht over Pretoria, met onder meer het Uniegebouw. Groenkloof grenst langs de Koningin Wilhelminalaan (Queen Wilhelmina Avenue) aan de voorstad Waterkloof.